# Дубрава (Большесолдатский район)
Дубра́ва — деревня в Большесолдатском районе Курской области. Входит в состав Сторожевский сельсовет.

## География
Деревня находится в бассейне реки Белица, в 67 километрах к юго-западу от Курска, в 14 километрах к юго-востоку от районного центра — села Большое Солдатское, в 5 км от центра сельсовета – Сторожевое.
Улицы
В деревне 3 улицы названные в честь близлежащих населённых пунктов: Будищанская (35 домов), Растворовская (7 домов), Саморядовская (3 дома).
Климат
Деревня, как и весь район, расположена в поясе умеренно континентального климата с тёплым летом и относительно тёплой зимой (Dfb в классификации Кёппена).

## Население
| 2002 | 2010 |
| ---- | ---- |
| 121  | ↘91  |

## Транспорт
Дубрава находится в 15 км от автодороги регионального значения 38К-004 (Дьяконово — Суджа — граница с Украиной), в 1 км от автодороги межмуниципального значения 38Н-026 (Большое Солдатское – Малый Каменец), в 17 км от ближайшей ж/д станции Сосновый Бор (линия Льгов I — Подкосылев).